# Gran Premio Città di Camaiore 2011
Il Gran Premio Città di Camaiore 2011, sessantaduesima edizione della corsa e valida come evento dell'UCI Europe Tour 2011 categoria 1.1, si svolse il 6 agosto 2011 su un percorso di 199,2 km. Fu vinto dall'italiano Fabio Taborre che terminò la gara in 4h46'45", alla media di 41,68 km/h.
Al traguardo 71 ciclisti portarono a termine il percorso.

## Ordine d'arrivo (Top 10)
| Pos. | Corridore            | Squadra       | Tempo    |
| ---- | -------------------- | ------------- | -------- |
| 1    | Fabio Taborre        | Acqua & Sap.  | 4h46'45" |
| 2    | Simone Stortoni      | Colnago       | s.t.     |
| 3    | Davide Rebellin      | Miche         | s.t.     |
| 4    | Nikita Novikov       | Itera Katusha | a 15"    |
| 5    | José Serpa           | Androni Gioc. | s.t.     |
| 6    | Damiano Caruso       | Liquigas      | s.t.     |
| 7    | Edoardo Girardi      | De Rosa       | s.t.     |
| 8    | Federico Canuti      | Colnago       | s.t.     |
| 9    | Miguel Ángel Rubiano | D'Angelo      | s.t.     |
| 10   | Francesco Ginanni    | Androni Gioc. | a 30"    |